# Mariano Crisostomo
Mariano Crisostomo (Malolos, 3 februari 1862 - Bulacan, 11 mei 1913) was een Filipijns advocaat en onafhankelijkheidsstrijder. Hij was lid van de ondergrondse beweging Katipunan en afgevaardigde van het Malolos Congres.

## Biografie
Mariano Crisostomo werd geboren in Malolos in de Filipijnse provincie Bulacan. Hij was een zoon van Guillermo Crisostomo en Maria Lugo. Hij behaalde een Bachelor-diploma aan het Colegio de San Juan de Letran. In 1892 voltooide Crisostomo een opleiding Rechten aan de University of Santo Tomas. Tijdens zijn studie rechten liep hij stage op het kantoor van Ambrosio Bautista, zijn oom Marcelo del Pilar, Isaac Fernando Rios en Isidro Moreno. Ook was hij klerk bij een rechtbank in Tondo. Na zijn toelating tot de Filipijnse balie was hij enige tijd werkzaam als advocaat. In 1893 werd hij tevens benoemd tot notaris. Eind 1894 volgde een benoeming tot rechter in Barili. Nadien was hij nog notaris in Misamis tot de uitbraak van de Filipijnse Revolutie. 
In 1894 had Crisostomo zich aangesloten bij de Katipunan en kreeg hij de leiding over de lokale tak van deze ondergrondse verzetsbeweging. Na de uitbraak van de Revolutie werd Crisostomo door de Spanjaarden gearresteerd. Hij kwam pas vrij nadat het Pact van Biak-na-Bato werd afgesloten. In de tweede fase van de Revolutie was hij namens Bulacan lid van het Congres van Malolos, het parlement van de revolutionaire regering van Emilio Aguinaldo.
Na het einde van de Revolutie was Crisostomo van 1901 tot 1901 provincial fiscal van Bulacan. Nadien werkte hij als advocaat. In 1907 was hij medeoprichter van de periodiek verschijnende krant Plaridel, waarvan hij tot zijn dood ook directeur was. Crisostomo stelde zich tweemaal kandidaat als gouverneur van Bulacan, maar slaagde er niet in gekozen te worden.
Crisostomo overleed in 1913 op 51-jarige leeftijd. Hij was getrouwd met Filomena Lopez en kreeg met haar drie kinderen.